# 40 (liczba)
40 (czterdzieści) – liczba naturalna następująca po 39 i poprzedzająca 41.

## 40 w nauce
- liczba atomowa cyrkonu
- obiekt na niebie Messier 40
- galaktyka NGC 40
- planetoida (40) Harmonia

## 40 w kalendarzu
40. dniem w roku jest 9 lutego. Zobacz też co wydarzyło się w 40 roku n.e.

## 40 w Biblii
W Biblii liczba 40 oznacza nieokreślony, dość długi czas, np.:
- 40 dni potopu (Rdz 7,17).
- 40 dni postu Jezusa na pustyni (Mt 4,2).
- 40 dni zmartwychwstały Jezus spotykał uczniów przed wniebowstąpieniem.
- 40 dni Mojżesz przebywał na Synaju.
- 40 lat wędrówki Izraela do Ziemi Obiecanej.

## Inne
- 40 tygodni to średni czas trwania ciąży człowieka.
- 40 Dni dla Życia – kampania modlitewna.